# Drazark
Drazark (armenisch Դրազարկ վանք, lat. Tres Arces; alt-frz. Trois-Arcs) war ein bedeutendes armenisches Kloster in Kilikien (ehemaliges Königreich Kleinarmenien), Grablege mehrerer Herrscher ab Thoros I., Königinnen und Kirchenoberhäupter.
Unter Katholikos Yovhannes VII. (1203–1220/21) wurde Drazark anstelle von Hromkla vorübergehend Sitz des Katholikos der Armenischen Apostolischen Kirche. 
Genaue Lage und gegenwärtiger Erhaltungszustand der Anlage sind nicht sicher bekannt. Vermutet wird Tirczek beim heutigen Dorf Kibrislar, etwas 35 km nördlich von Kozan. Die unter Thoros I. ausgebaute Hauptkirche war der Gottesmutter Maria geweiht, das Kloster Anfang des 13. Jh. mit 150 Mönchen besiedelt. Es befolgte eine eigene monastisch-liturgische Ordnung (verloren), die auf Vardapet Gēorg Mełrik (1044–1115) zurückgeht und offenbar die Akoimeten imitierte.
Im Skriptorium von Drazark entstanden bedeutende Handschriften, darunter das frühe Lektionar Arch. Cap. S. Pietro B 77 (a. 1221) der Vaticana. 